# Pierre de Massot
Pierre de Massot, född 10 april 1900 i Lyon, död 3 januari 1969 i Paris, var en fransk författare och konstkritiker. Han förknippas med dadaismen och surrealismen. Massot var skribent för bland annat Nouvelle Revue Française.

## Biografi
Massot studerade vid Lycée Saint-Marc i Lyon och reste senare till Paris för ytterligare studier. Där lärde han känna bland andra Francis Picabia, André Breton, Pierre Seghers, André Gide, Jean Cocteau, Marcel Duchamp, René Crevel, Max Jacob och Tristan Tzara.
Han blev 1936 medlem i Franska kommunistpartiet, men han lämnade partiet 1956 i samband med Ungernrevolten. Han motsatte sig Frankrikes agerande i Algeriet och var en av undertecknarna av Manifeste des 121.